# Вімбе
Ві́мбе (англ. Wimbe) — традиційна громада у складі дистрикту Касунгу Центрального регіону Малаві.
Населення — 125427 осіб (2018).